# Katuit
Katuit is een ommegang die jaarlijks in Dendermonde georganiseerd wordt op de laatste donderdag van de maand augustus. Het betreft een avondstoet met gemiddeld 1000 figuranten in historisch klederdracht, praalwagens waarop taferelen worden uitgebeeld, ruiters, knaptanden en als hoofdelement de Dendermondse gildereuzen Mars, Goliath en Indiaan.

## Geschiedenis

### Oorsprong
Katuit ontstond, zoals de meeste ommegangen in de Lage Landen, uit een religieuze processie. In dit geval was dat een processie die sinds het einde van de 14e eeuw uitging ter ere van het kerkwijdingsfeest van de Onze-Lieve-Vrouwekerk op 29 augustus, de feestdag van Sint-Jan-Onthoofding. Het einde van de zomerkermis verbonden aan dit feest werd Katuit genoemd naar het middeleeuws gebruik katknuppelen waarbij een kat gekweld werd.
In 1522 werd de Ommegang van Katuit, op bevel van de bisschop van Kamerijk, vastgelegd op de donderdag na de vierde zondag van augustus. In 2005 werd gekozen om Katuit voortaan op de vierde donderdag van augustus te laten doorgaan om te verhinderen dat, zoals volgens de oude datumbepaling soms gebeurde, Katuit op 1 september zou doorgaan.

### Evolutie
In 1862 was Katuit nog een grote ommegang met 17 verschillende muziekmaatschappijen. Begin 20e eeuw was Katuit teruggevallen tot een zeer eenvoudige optocht; De gildereuzen werden uit hun stalling naast de Oude Vismijn gehaald en naar de Grote Markt gedragen waarna ze daar gedurende enkele uren aan het publiek getoond werden. Vervolgens begon een optocht langs verschillende cafés. De stoet bestond, naar de reuzen, uit twee dragers per reus, één of twee trommelaars per reus, enkele fakkeldragers en een handvol politieagenten.
Midden jaren 1950 won Katuit opnieuw aan belangstelling; In 1955 werd het evenement uitgebreid met een wielerwedstrijd, een concert van de Harmonie van de Katholieke Burgerskring en afgesloten met een vuurwerk ter hoogte van het kerkplein. Tegen 1967 was het aantal reuzendragers uitgebreid tot drie per reus. Deze dragers kregen van het stadsbestuur de officiële toestemming om de dag naar de optocht van huis tot huis te gaan en met de bus een omhaling te doen. In 1968 was de organisatie van Katuit uit handen van de VVV genomen door het stadsbestuur en werden er grote veranderingen doorgevoerd; Het vertrekuur en het traject werden aangepast. Het aantal fakkeldragers werd verdubbeld en deze droegen voortaan historische kleding. Knaptanden en huppelpaardjes werden toegevoegd aan de stoet. De Harmonie van de Katholieke Burgerskring werd onderdeel van de stoet zelf. Franki Hervent werd door Schepen Lucien Willems aangesteld als coördinator.
In 1970 werd een wagenspel, dat tweemaal werd opgevoerd, aan de ommegang toegevoegd en de harmonie werd vervangen door een gelegenheidsharmonie met muzikanten uit verschillende verenigingen die in historische kleding de reuzen begeleidden. In 1973 werd het wagenspel als onderdeel geschrapt. In 1975 vond een incident plaats waarbij leden van een jazzclub de dag voor Katuit de reus Indiaan gestolen hadden. Deze werd echter op de dag van de ommegang plechtig teruggebracht. Dat jaar werd de stoet geopend door de Kinderen van de Schelde, een harmonie uit de fusiedeelgemeente Dendermonde-West, die middeleeuwse kleding droeg.

## Erkenning
Op 25 november 2005 werden het Ros Beiaard, de drie gildereuzen en Katuit door Unesco uitgeroepen tot werelderfgoed.

## Foto's

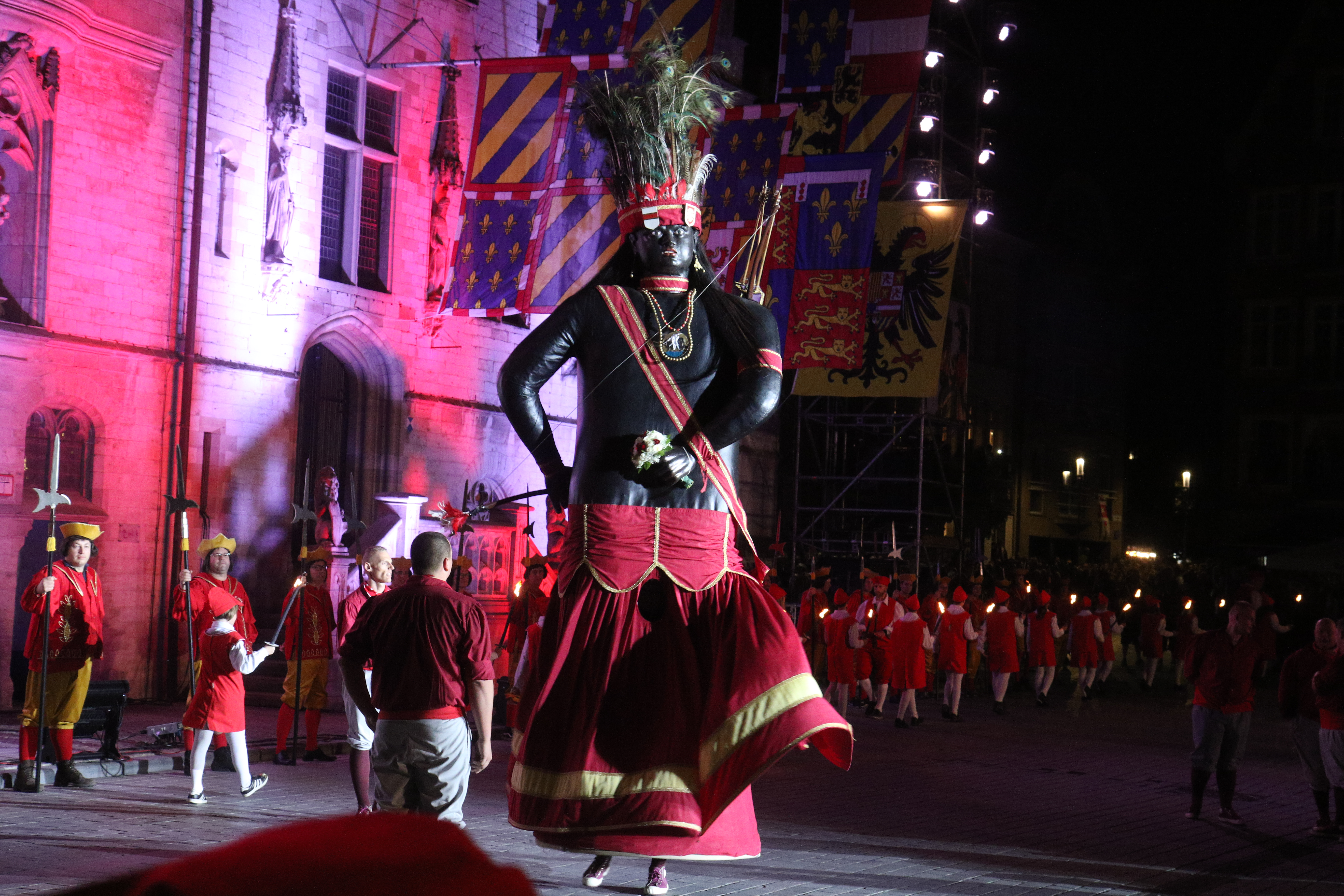
Gildereus Indiaan
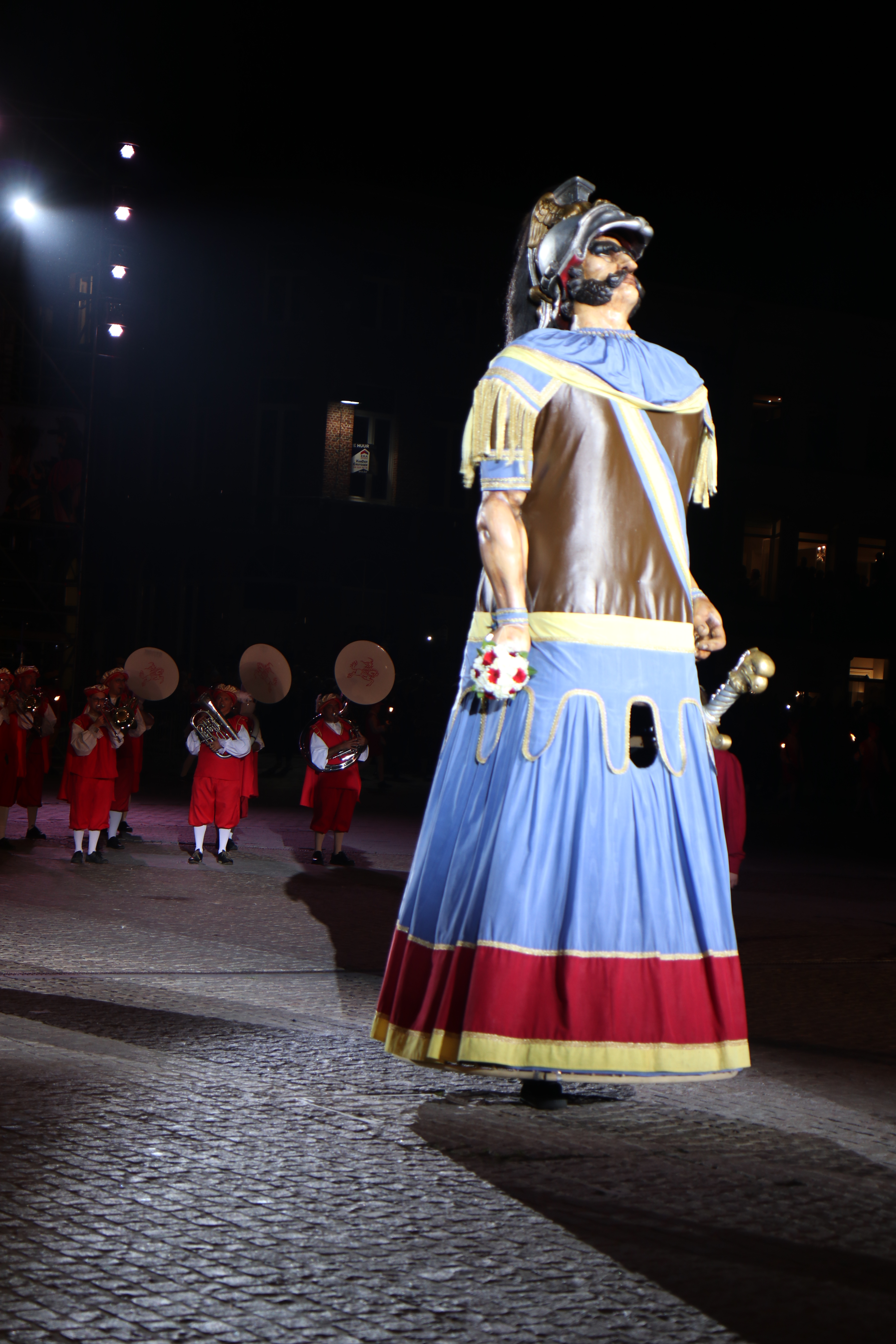
Gildereus Mars
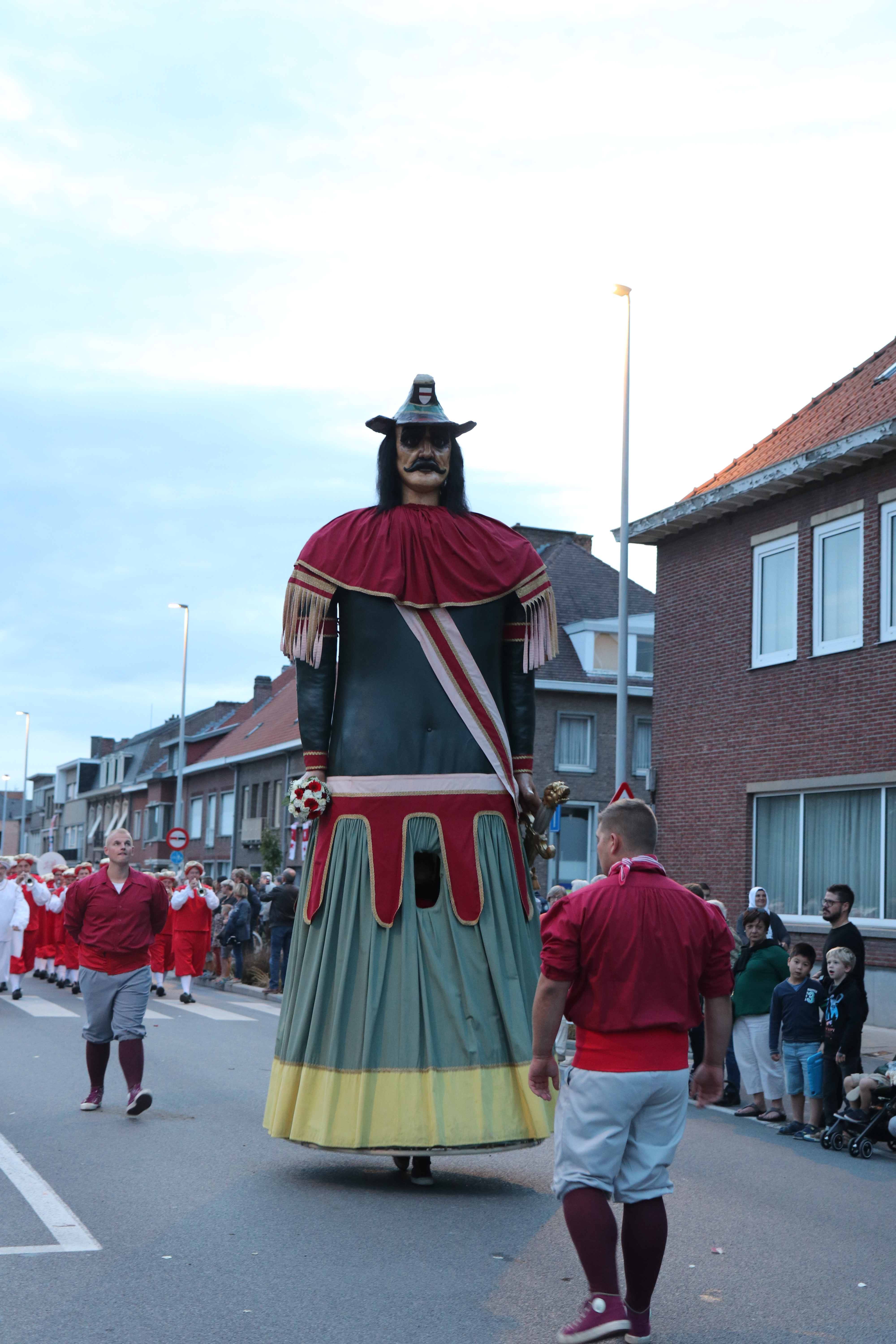
Gildereus Goliath
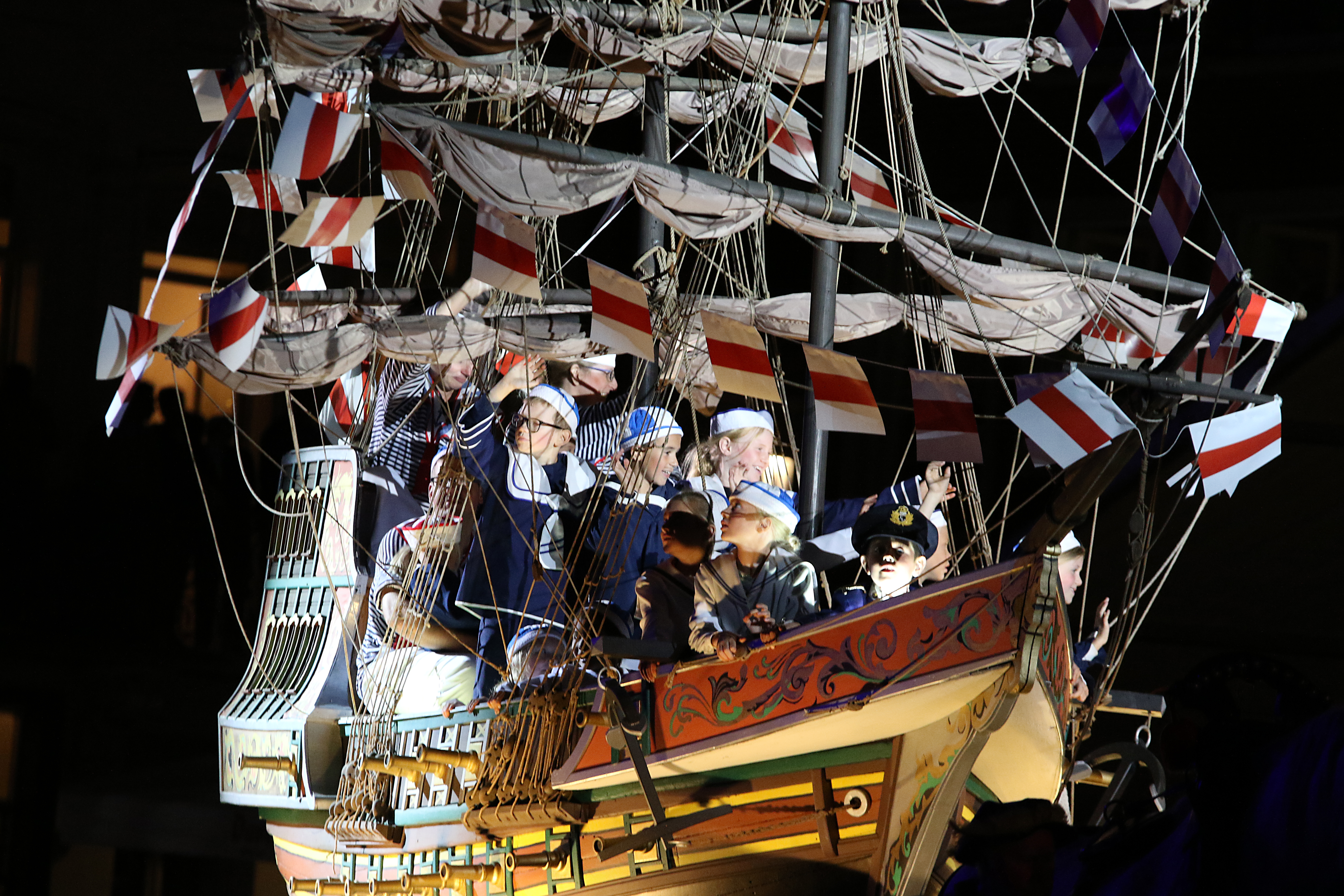
't Schipke
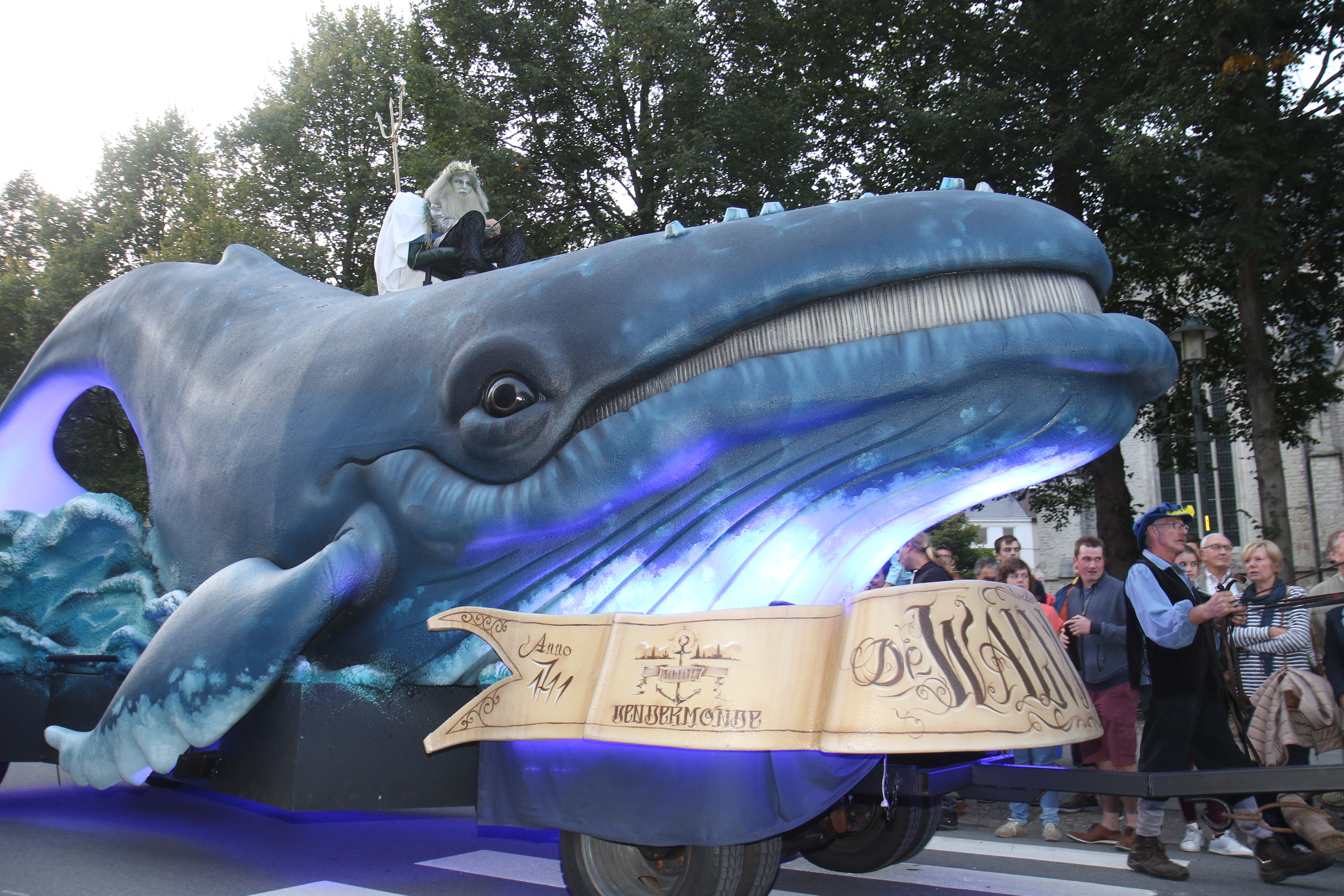
De Walvis
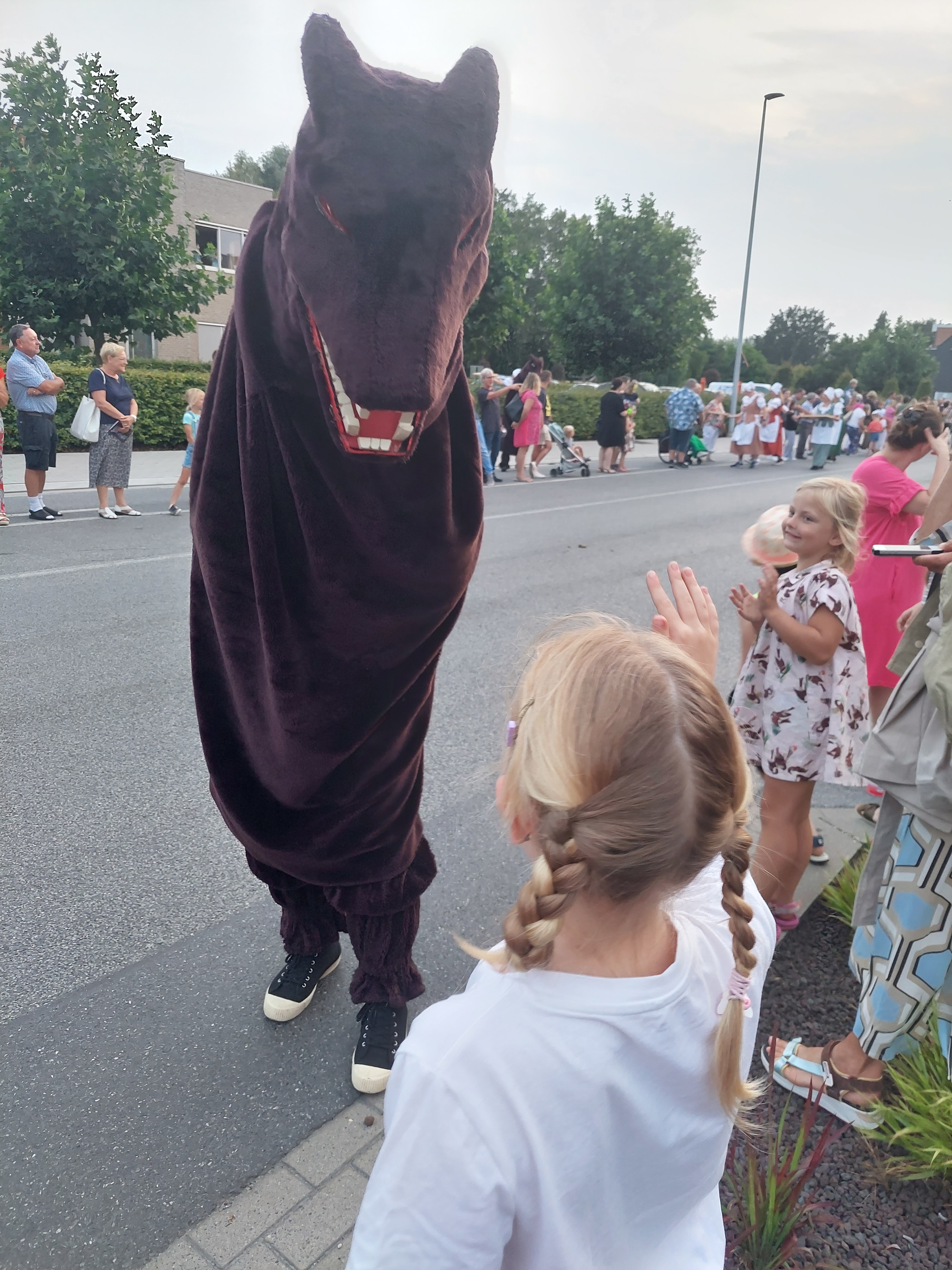
Knaptanden